# A magyar labdarúgó-bajnokság aranyérmes játékosainak listája: F
Az alábbi lista a magyar labdarúgó-bajnokság bajnokcsapatainak játékosait sorolja fel, F kezdőbetűvel, bajnoki cím száma, egyesületek és idények szerint.

## F
| Játékos             | Bajnoki cím | Csapat(ok)                     | Idény(ek)                                                                        |
| ------------------- | ----------- | ------------------------------ | -------------------------------------------------------------------------------- |
| Fábián Sándor       | 4           | MTK                            | 1920–21, 1921–22, 1922–23, 1923–24                                               |
| Fábián Tibor        | 1           | Vasas SC                       | 1976–77                                                                          |
| Faragó István       | 1           | Kispest-Honvéd                 | 1992–93                                                                          |
| Faragó Lajos        | 3           | Bp. Honvéd                     | 1952, 1954, 1955                                                                 |
| Farkas Balázs       | 1           | Videoton                       | 2010–11                                                                          |
| Farkas Balázs       | 1           | Debreceni VSC                  | 2011–12                                                                          |
| Farkas János        | 4           | Vasas SC                       | 1960–61, 1961–62, 1965, 1966                                                     |
| Farkas Mihály       | 1           | Újpest                         | 1932–33                                                                          |
| Farkasházy László   | 1           | MTK                            | 1996–97                                                                          |
| Babatunde Fatusi    | 1           | Ferencváros                    | 1995–96                                                                          |
| Fazekas László      | 9           | Újpesti Dózsa                  | 1969, 1970-tavasz, 1970–71, 1971–72, 1972–73, 1973–74, 1974–75, 1977–78, 1978–79 |
| Feczesin Róbert     | 1           | Debreceni VSC                  | 2009–10                                                                          |
| Fecske István       | 1           | MTK                            | 1953                                                                             |
| Fehér Csaba         | 1           | Újpest                         | 1997–98                                                                          |
| Fehér Ferenc        | 1           | Hungária                       | 1928–29                                                                          |
| Fekete Jenő         | 1           | Újpest                         | 1938–39                                                                          |
| Fekete László       | 4           | Újpesti Dózsa                  | 1973–74, 1974–75, 1977–78, 1978–79                                               |
| Feldmann Gyula      | 4           | MTK                            | 1917–18, 1918–19, 1919–20, 1921–22                                               |
| Fenyvesi György     | 1           | Csepel                         | 1947–48                                                                          |
| Fenyvesi József     | 2           | Ferencváros                    | 1962–63, 1964                                                                    |
| Fenyvesi Máté       | 4           | Ferencváros                    | 1962–63, 1964, 1967, 1968                                                        |
| Ferenczi Antal      | 1           | Nagyváradi AC                  | 1943–44                                                                          |
| Ferenczi István     | 2           | 1 – MTK 1 – Debreceni VSC      | 2002–03 2005–06                                                                  |
| Ferenczi János      | 1           | Debreceni VSC                  | 2011–12                                                                          |
| Finta Károly        | 2           | Ferencváros                    | 1939–40, 1940–41                                                                 |
| Fister Ferenc       | 2           | Vasas SC                       | 1965, 1966                                                                       |
| Fischer Pál         | 1           | Kispest-Honvéd                 | 1992–93                                                                          |
| Fitos József        | 3           | Bp. Honvéd                     | 1985–86, 1987–88, 1988–89                                                        |
| Flórián Tibor       | 1           | Kispest-Honvéd                 | 1992–93                                                                          |
| Fodor Imre          | 5           | 4 – Bp. Honvéd 1 – Ferencváros | 1985–86, 1987–88, 1988–89, 1990–91 1991–92                                       |
| Fodor Marcell       | 2           | Debreceni VSC                  | 2008–09, 2009–10                                                                 |
| Fogl József         | 2           | Újpest                         | 1929–30, 1930–31                                                                 |
| Fogl Károly         | 1           | Újpest                         | 1929–30                                                                          |
| Földházi István     | 1           | Vasas SC                       | 1976–77                                                                          |
| Földvári Csaba      | 1           | Ferencváros                    | 2000–01                                                                          |
| Frank Imre          | 1           | MTK                            | 1904                                                                             |
| Friedmanszky Zoltán | 2           | Ferencváros                    | 1962–63, 1964                                                                    |
| Fritz Alajos        | 8           | Ferencváros                    | 1903, 1905, 1906–07, 1908–09, 1909–10, 1910–11, 1911–12, 1912–13                 |
| Frontz Antal        | 1           | MTK                            | 1907–08                                                                          |
| Fröhlich Sándor     | 1           | Ferencváros                    | 1927–28                                                                          |
| Furmann Károly      | 3           | Ferencváros                    | 1925–26, 1926–27, 1927–28                                                        |
| Fuszek Kamill       | 1           | WMFC Csepel                    | 1942–43                                                                          |
| Futó Gyula          | 3           | Újpest                         | 1932–33, 1934–35, 1938–39                                                        |
| Füle Antal          | 3           | 1 – Bp. Honvéd 1 – Vác 1 – MTK | 1988–89 1993–94 1996–97                                                          |
| Fülöp Zoltán        | 1           | Ferencváros                    | 2000–01                                                                          |
| Füzi Ákos           | 1           | MTK                            | 2002–03                                                                          |
| Füzi Géza           | 1           | Rába ETO                       | 1981–82                                                                          |